# Л̀
Cette page contient des caractères spéciaux ou non latins. S’ils s’affichent mal (▯, ?, etc.), consultez la page d’aide Unicode.
Л̀ (minuscule : л̀), appelé el accent grave, est une lettre additionnelle de l’alphabet cyrillique qui a été utilisée en komi-zyriène et tchouvache au XIXe siècle. Elle est composée du en ‹ Л › diacrité d’un accent grave.

## Utilisations

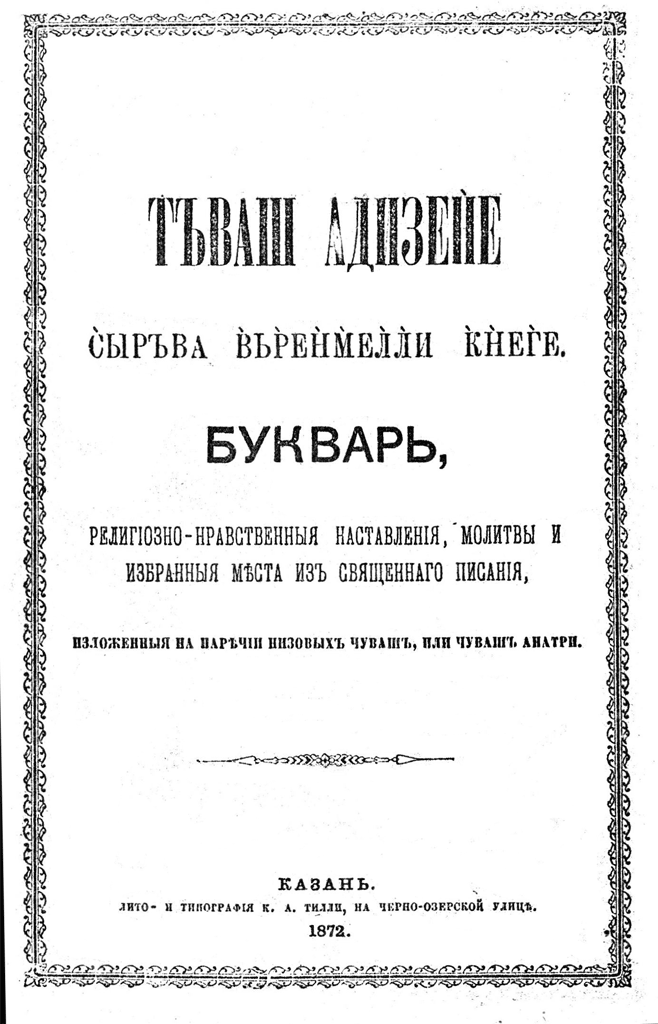
La couverture d’un syllabaire tchouvache de 1872 avec le el accent grave.

## Représentation informatique
Le el accent grave peut être représenté avec les caractères Unicode suivants :
- décomposé (cyrillique, diacritiques) :

| formes    | représentations | chaînes de caractères | points de code | descriptions                                            |
| --------- | --------------- | --------------------- | -------------- | ------------------------------------------------------- |
| capitale  | Л̀               | Л◌̀                    | U+041B U+0300  | lettre majuscule cyrillique el diacritique accent grave |
| minuscule | Л̀               | л◌̀                    | U+043B U+0300  | lettre minuscule cyrillique el diacritique accent grave |